# Strokestown
Strokestown, històricament anomenada Bellanamullia i Bellanamully (en gaèlic irlandès Béal na mBuillí) és una vila d'Irlanda, al comtat de Roscommon, a la província de Connacht.

## Toponímia
El nom irlandès de la ciutat era Béal Atha na mBuillí i fou anglitzat com a Bellanamully i Bellanamullia. El nom irlandès fou oficialitzat en Béal na mBuillí en els 1990. Això es va fer per encaixar el nom irlandpes del poble en la senyalització viària. El nom de la ciutat significa "la boca del gual dels cops", amb "cops" en referència a les antigues batalles de clans que hi van tenir lloc.

## Història
Strokestown fou la seu de les possessions de la família angloirlandesa Mahon del 1671 fins a 1982. El 2 de novembre de 1847 el terratinent i patriarca de la família Major Denis Mahon, fou assassinat per alguns homes locals, inclòs Ciaran Feeney, en un incident que esdevingué famós en aquells anys no sols a Irlanda sinó també a la Gran Bretanya. L'assassinat fou provocat per l'expulsió dels colons famolencs de les terres Mahon durant la Gran Fam Irlandesa de 1845. L'assassinat de Denis Mahon no aturà les eviccions, i uns 11.000 colons foren expulsats de les terres Mahon durant aquell període.

## Curiositats
A la vila hi ha un museu on es commemora la Gran Fam de 1845. Mary Lenahan, d'Elphin Street, Strokestown, avantpassat de Mary McAleese, estava entre les 16 persones registrades en el Strokestown Estate Famine Archive que havien rebut blat gratuïtament el 23 de juny de 1846. L'arxiu fou depositat el novembre de 2008 en el Maynooth Archive and Research Centre de Celbridge, Comtat de Kildare.